# Sobralia wilsoniana
Sobralia wilsoniana är en orkidéart som beskrevs av Robert Allen Rolfe. Sobralia wilsoniana ingår i släktet Sobralia och familjen orkidéer. Inga underarter finns listade i Catalogue of Life.